# شتيفان كون (سياسي)
ستيفان كون هو سياسي ألماني، ولد في 6 سبتمبر 1979 في درسدن في ألمانيا. نشط حزبياً في تحالف 90/الخضر.

## مناصب
- انتخب municipal executive  [لغات أخرى]‏ (19 أكتوبر 2020 – ).
- في الانتخابات الفدرالية الألمانية 2013، انتخب عضو في البوندستاغ الألماني وقد انضم خلال فترته النيابية  [لغات أخرى]‏ (23 أكتوبر 2013 – 23 أكتوبر 2017) للكتلة البرلمانية قسم حزب الخضر [الإنجليزية]‏.
- في الانتخابات الفيدرالية الألمانية 2017، انتخب عضو في البوندستاغ الألماني عن دائرة Dresden II – Bautzen II [الإنجليزية]‏ وقد انضم خلال البوندستاغ الألماني التاسع عشر (24 أكتوبر 2017 – 18 أكتوبر 2020) للكتلة البرلمانية قسم حزب الخضر [الإنجليزية]‏.
- في الانتخابات الفيدرالية الألمانية 2009، انتخب عضو في البوندستاغ الألماني وقد انضم خلال فترته النيابية  [لغات أخرى]‏ (27 أكتوبر 2009 – 22 أكتوبر 2013) للكتلة البرلمانية قسم حزب الخضر [الإنجليزية]‏.

## وصلات خارجية
- الموقع الرسمي